# 京王八王子車站

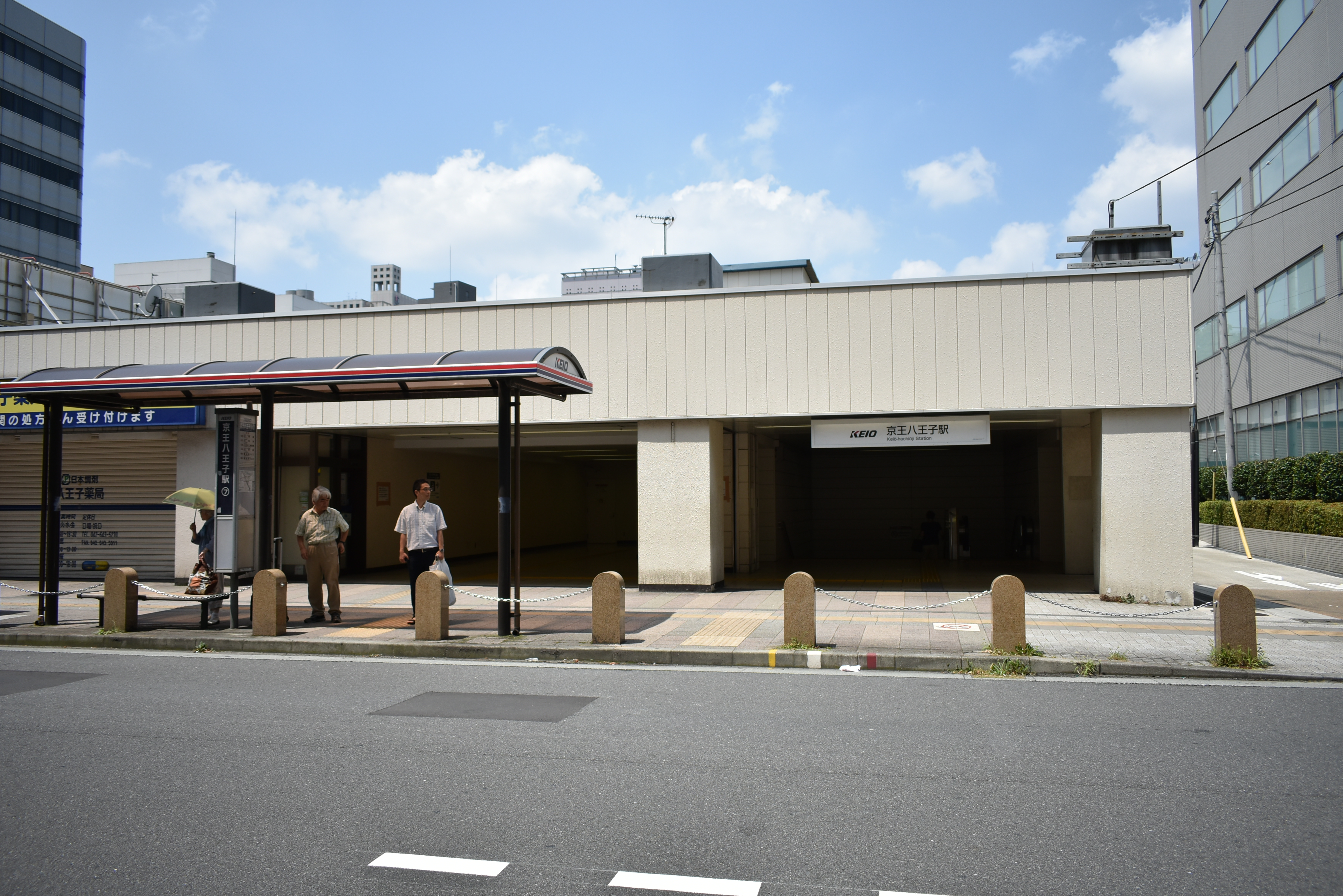
西口(2019年8月)

京王八王子站（日语：／ Keiō-hachiōji eki */?）是位於東京都八王子市明神町，屬於京王電鐵京王線的鐵路車站。此站是京王線本線的終點站，車站編號是KO34。

## 概要
本站位於JR東日本八王子站東北方400公尺處。車站大樓為京王八王子購物中心（K-8）。當地民眾多稱本站為「京八（けいはち）」。

## 歷史
- 1925年（大正14年）3月24日 - 玉南電氣鐵道東八王子站開業。車站在甲州街道旁的明神町。
- 1926年（昭和元年）12月27日 - 併入京王電氣軌道。
- 1944年（昭和19年）5月31日 - 併入東京急行電鐵（大東急）。為該公司京王線車站。
- 1945年（昭和20年）8月2日 - 因八王子空襲而燒毀。
- 1948年（昭和23年）6月1日 - 京王帝都電鐵脫離東急，為該公司所屬車站。
- 1963年（昭和38年）12月11日 - 因應八王子市的都市計畫，往北野遷移200公尺，改稱京王八王子站。
- 1970年（昭和45年）6月3日 - 北野站 - 本站之間複線化，京王線完成全線複線化。
- 1989年（平成元年）4月2日 - 地下化。京王線全線可停靠20公尺車輛10輛編組模式的急行列車。
- 1994年（平成6年）9月15日 - 車站大樓KEIO21開業（1999年3月27日改稱現在的京王八王子購物中心）。
- 2005年（平成17年）夏 - 發車標從翻頁式改為LED式。
- 2011年（平成23年）11月16日 - 進站音樂使用FUNKY MONKEY BABYS的樂曲。

## 車站構造

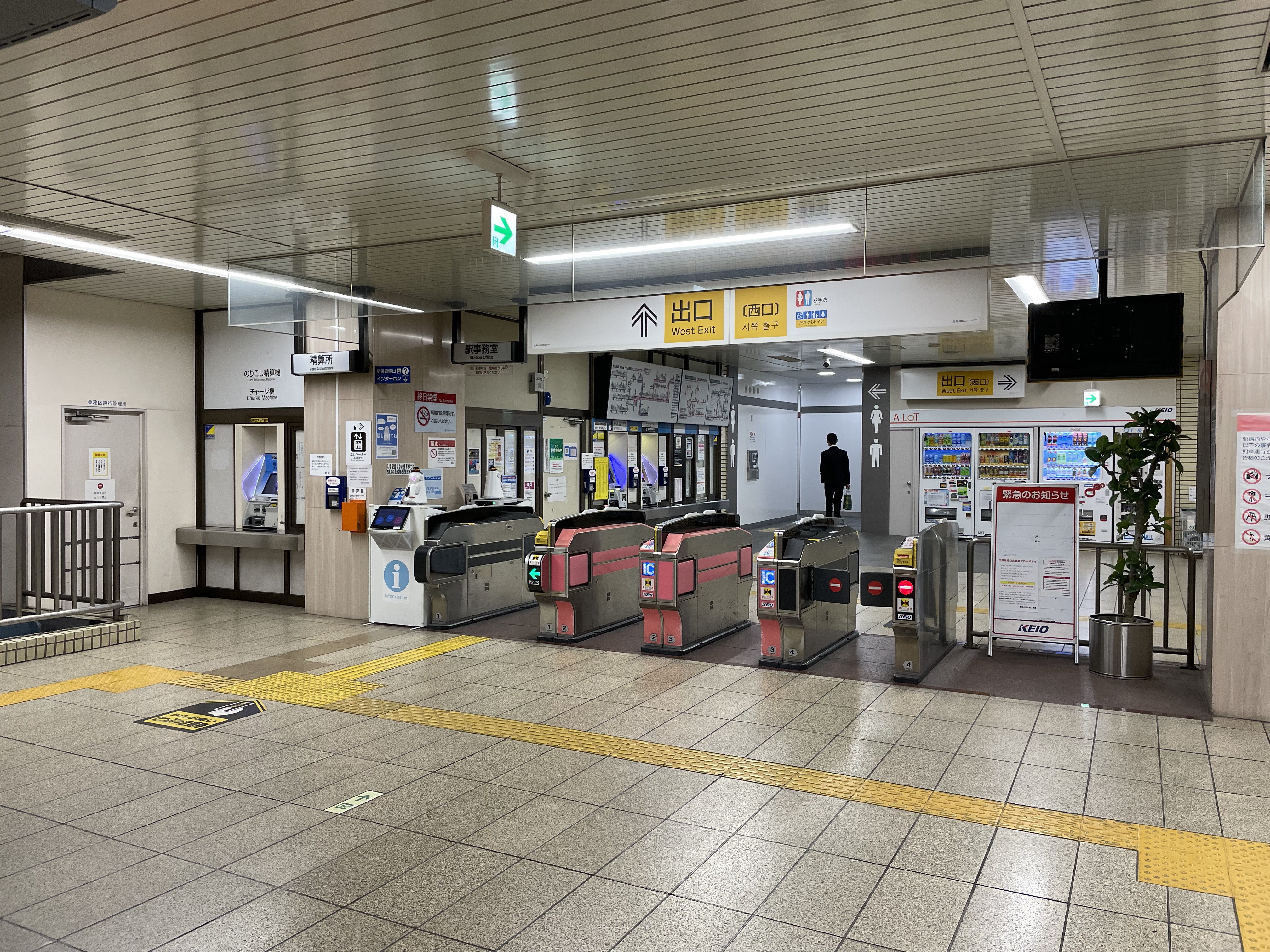
西驗票口(2022年10月)

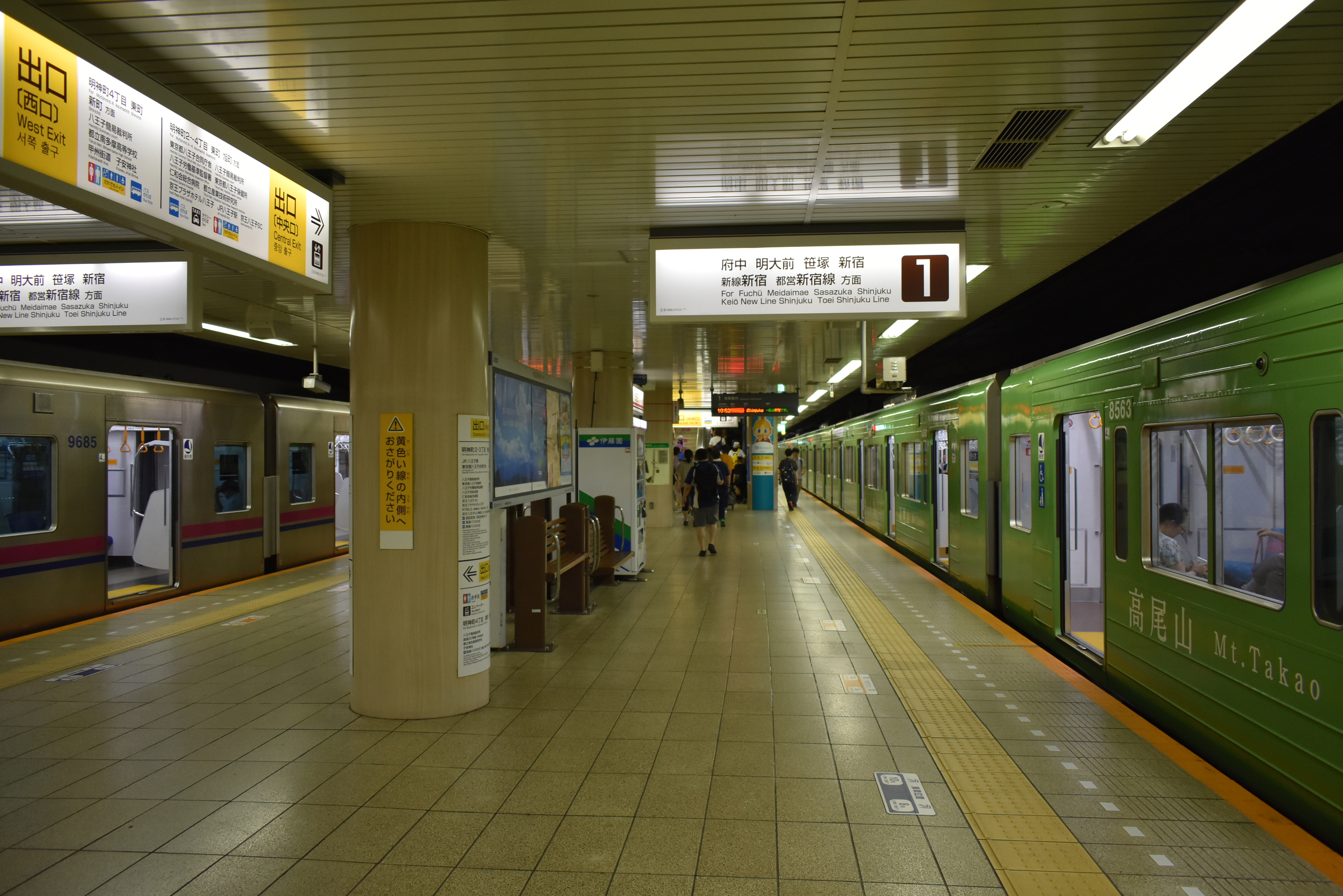
1號與2號月台(2019年8月)

本站為島式月台1面2線的地下車站，站內設有終點站特有的港灣式構造。月台位於地下2樓，與止衝擋同方向的是西口。中央口與站務室位於地下1樓。廁所在中央口付費區內與西口閘門外。過去站內曾使用翻頁式發車資訊板，2005年夏季導入LED發車資訊板。
本站自2011年11月16日起採用八王子市出身的FUNKY MONKEY BABYS樂曲作為進站音樂。1號月台音樂為《英雄/邁向明天》（ヒーロー/明日へ），2號月台音樂為《還有一個》（あとひとつ）。

### 月台配置
| 月台 | 路線   | 目的地                               |
| ---- | ------ | ------------------------------------ |
| 1、2 | 京王線 | 府中、明大前、笹塚、新宿、新宿線方向 |

## 使用情況
2016年度1日平均上下車人次為58,782人，在八王子市内的京王電鐵車站中僅次於南大澤站。
上下車人次與上車人次變化如下。
| 年度               | 1日平均 上下車人次 | 1日平均 上車人次 | 來源   |
| ------------------ | ------------------ | ---------------- | ------ |
| 1948年（昭和23年） | 3,800              |                  |        |
| 1955年（昭和30年） | 4,542              |                  |        |
| 1960年（昭和35年） | 8,212              |                  |        |
| 1965年（昭和40年） | 20,175             |                  |        |
| 1970年（昭和45年） | 29,579             |                  |        |
| 1975年（昭和50年） | 38,581             |                  |        |
| 1980年（昭和55年） | 55,297             |                  |        |
| 1985年（昭和60年） | 64,253             |                  |        |
| 1987年（昭和62年） | 67,378             |                  |        |
| 1990年（平成02年） | 63,369             | 32,151           | [ 8 ]  |
| 1991年（平成03年） |                    | 32,735           | [ 9 ]  |
| 1992年（平成04年） |                    | 31,871           | [ 10 ] |
| 1993年（平成05年） |                    | 31,342           | [ 11 ] |
| 1994年（平成06年） |                    | 31,364           | [ 12 ] |
| 1995年（平成07年） | 61,137             | 31,066           | [ 13 ] |
| 1996年（平成08年） |                    | 30,638           | [ 14 ] |
| 1997年（平成09年） | 58,901             | 29,984           | [ 15 ] |
| 1998年（平成10年） | 59,464             | 30,490           | [ 16 ] |
| 1999年（平成11年） | 59,151             | 30,090           | [ 17 ] |
| 2000年（平成12年） | 57,426             | 29,140           | [ 18 ] |
| 2001年（平成13年） | 57,605             | 29,203           | [ 19 ] |
| 2002年（平成14年） | 57,532             | 29,186           | [ 20 ] |
| 2003年（平成15年） | 58,563             | 29,675           | [ 21 ] |
| 2004年（平成16年） | 58,941             | 29,885           | [ 22 ] |
| 2005年（平成17年） | 59,676             | 30,375           | [ 23 ] |
| 2006年（平成18年） | 59,365             | 30,290           | [ 24 ] |
| 2007年（平成19年） | 59,745             | 30,005           | [ 25 ] |
| 2008年（平成20年） | 59,766             | 29,975           | [ 26 ] |
| 2009年（平成21年） | 58,983             | 29,515           | [ 27 ] |
| 2010年（平成22年） | 58,366             | 29,159           | [ 28 ] |
| 2011年（平成23年） | 57,428             | 28,590           | [ 29 ] |
| 2012年（平成24年） | 57,645             | 28,726           | [ 30 ] |
| 2013年（平成25年） | 58,578             |                  |        |
| 2014年（平成26年） | 57,675             |                  | [ 31 ] |
| 2015年（平成27年） | 59,083             |                  | [ 31 ] |
| 2016年（平成28年） | 58,782             |                  | [ 31 ] |

## 車站周邊

### 中央口
- 商工組合中央金庫（日语：商工組合中央金庫）
- 東日本旅客鐵道（JR東日本）八王子站
- 京王廣場大飯店八王子
- the b 八王子飯店（日语：イシン・ホテルズ・グループ）
- 八王子東急廣場（日语：八王子東急スクエア）
  - 八王子市學園都市中心
  - 八王子駅前郵便局（日语：八王子駅前郵便局）
    - 郵貯銀行八王子店
    - 簡保生命八王子支店
- 友都八喜八王子店
- 唐吉訶德八王子站前店
- 大榮（日语：ダイエー）八王子店
- 八王子市保健所
- 八王子市生涯學習中心（Create Hall）
  - 八王子市役所站前事務所
  - 八王子市生涯學習中心圖書館
- 八王子市兒童科學館（日语：八王子市こども科学館）（KONICA MINOLTA SCIENCE DOME）

### 西口
- 東京都立南多摩高等學校（日语：東京都立南多摩高等学校）
- 八王子明神町郵便局
- 國道20號（甲州街道）

### 巴士路線
本站可搭乘京王電鐵巴士、京王巴士南、西東京巴士等路線巴士。
京王八王子站
- 1號乘車處
  - 長81 往城山手〔西東京巴士〕
  - 八04 經高尾站南口、醫療中心往館丘團地〔京王電鐵巴士〕
  - 八06 經高尾站南口、駐在所前往館丘團地（僅夜間）〔京王電鐵巴士〕
  - 八91　往上大船（僅早上1班）〔京王巴士南〕
  - 八南01 往八王子站南口（僅早上1班）〔京王電鐵巴士〕
  - 山01　往高尾山口站〔京王巴士南〕
- 2號乘車處
  - 陣01 往寶生寺團地〔西東京巴士〕
  - 陣05 往大久保〔西東京巴士〕
  - 陣02 往恩方營業所〔西東京巴士〕
  - 陣04 往恩方總站〔西東京巴士〕
  - 元八03 經日吉町往高尾站南口〔西東京巴士〕
  - 元八04 經市役所入口往高尾站南口〔西東京巴士〕
  - 市11 往松枝住宅〔西東京巴士〕
  - 市12 往橫川町住宅〔西東京巴士〕
- 3號乘車處
  - 八20  經楢原町、川口小學校、今熊往武藏五日市站〔西東京巴士〕
  - 秋01  經神社前往楢原町〔西東京巴士〕
  - 秋02  往川口小學校〔西東京巴士〕
  - 秋03、八23  往上川靈園〔西東京巴士〕
  - 八24 往今熊 （傍晚、夜除外的班次行經帝京八王子高校）〔西東京巴士〕
  - 八30 經楢原町、秋川站往武藏五日市站 （午間、傍晚班次行經戶吹足湯館，午間班次行經Summer land）〔西東京巴士〕
  - 秋11 往Summer land（サマーランド） （部分班次行經戶吹足湯館）〔西東京巴士〕
  - 八33 經楢原町往秋川站（午間、傍晚班次行經戶吹足湯館，午間班次行經Summer land）〔西東京巴士〕
  - 工01 經工學院大學西往楢原町〔西東京巴士〕
  - 工02 往工學院大學 （平日傍晚、週六午間）〔西東京巴士〕
  - Leisure & Shopping Liner（レジャー&ショッピングライナー） 往永旺夢樂城日之出、河邊站南口（僅周六、假日）〔西東京巴士〕
- 4號乘車處
  - 急行 往純心學園 （僅平日周六早晨）〔西東京巴士〕
  - ひ01 經鵯隧道（ひよどりトンネル）、純心學園往戶吹〔西東京巴士〕
  - ひ02 經鵯隧道往創價大學正門、東京富士美術館〔西東京巴士〕
  - ひ04 經鵯隧道往創價大學循環〔西東京巴士〕
  - ひ05 經鵯隧道往純心女子學園〔西東京巴士〕
  - ひ06 往拝島站〔西東京巴士〕
  - ひ07 經鵯隧道往秋川站〔西東京巴士〕
  - ひ08 往戶吹運動公園入口〔西東京巴士〕
  - 左03 經左入往杏林大學〔西東京巴士〕
  - 16號11 往三井台（みつい台）行（平日僅早晨、傍晚、夜間）〔西東京巴士〕
  - 16號06 經馬場谷戶往創價大學循環〔西東京巴士〕
  - 左01 經左入往純心學園〔西東京巴士〕
  - 16號03 往杏林大學〔西東京巴士〕
  - 16號04 往三井台、創價大正門、東京富士美術館、純心學園往戶吹 （僅夜間）〔西東京巴士〕
  - 曉21 往中野團地〔西東京巴士〕
  - い11 經銀杏會館前（いちょうホール）往三井台〔西東京巴士〕
  - バ01 經Bypass大谷·石川往宇津木台〔西東京巴士〕
- 6號乘車處
  - 八王子站北口行〔京王電鐵巴士・西東京巴士〕
- 7號乘車處
  - 豐56 往豐田站北口〔京王電鐵巴士〕
  - 日50 經日野台往日野站〔京王電鐵巴士〕
  - 八59 往八王子工業團地 （僅平日早晨傍晚）〔京王電鐵巴士〕
  - 八58 經八王子工業團地往日野站 （僅平日傍晚）〔京王電鐵巴士〕
- 8號乘車處
  - 大01 經北八王子站入口、石川往宇津木台 （僅平日早晨傍晚）〔西東京巴士〕
  - 大02 經北八王子站入口、東海大學八王子醫院、石川往宇津木台〔西東京巴士〕
  - 大03 往東海大學八王子醫院〔西東京巴士〕
  - 大04 往北八王子站入口〔西東京巴士〕
  - 大11 經小宮站入口往日野站〔西東京巴士〕
- 10號乘車處
  - 往羽田機場〔西東京巴士、京王巴士南、東京空港交通〕
  - 往成田機場〔西東京巴士、東京空港交通、Limousine Passenger Service〕
  - 往阿倍野橋「Twinkle號」〔西東京巴士、近鐵巴士〕
  - 往加賀溫泉站（行經金澤站前、小松站前）〔西東京巴士、北陸鐵道〕
  - 往丸龜站（行經高松站、坂出交流道）「Hello Bridge號」〔西東京巴士〕
- 八王子第一廣場南側附近
  - 往八王子車庫〔京王電鐵巴士〕
  - 往八王子站北口〔京王電鐵巴士〕

## 相鄰車站
京王電鐵
 京王線
■特急、■準特急、■急行、■區間急行、■各站停車（區間急行至東府中為止各站停車）
北野（KO33）－京王八王子（KO34）

## 外部連結
- 京王八王子 - 京王電鐵